# Kreis Diepholz
| Basisdaten                                        | Basisdaten          |
| ------------------------------------------------- | ------------------- |
| Preußische Provinz                                | Hannover            |
| Regierungsbezirk                                  | Hannover            |
| Verwaltungssitz                                   | Diepholz            |
| Bestandszeitraum                                  | 1885–1932           |
| Fläche                                            | 633 km² (1925)      |
| Einwohner                                         | 24.298 (1925)       |
| Bevölkerungsdichte                                | 38 Einw./km² (1925) |
| Gemeinden                                         | 35 (1932)           |
| Lage des Kreises Diepholz in der Provinz Hannover |                     |
|                                                   |                     |

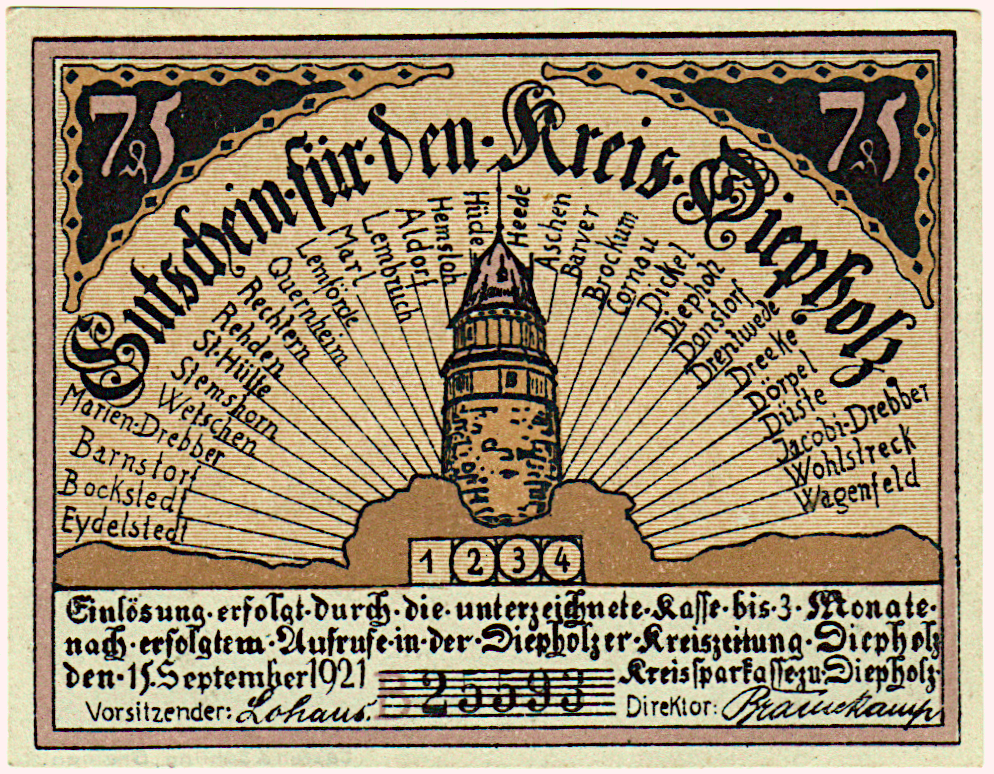
Die Zusammensetzung des Kreises Diepholz, auf einem Notgeldschein von 1921.

Der Kreis Diepholz war von 1885 bis 1932 ein Landkreis in der preußischen Provinz Hannover. Der Kreissitz war in Diepholz.

## Geschichte
Der Kreis Diepholz entstand am 1. April 1885 im Rahmen der Bildung von Landkreisen in der Provinz Hannover aus dem Amt Diepholz, das 1859 aus den drei Ämtern Diepholz, Auburg und Lemförde gebildet worden war.
Die Ämter bestanden bereits unter den Diepholzer Grafen und gelangten nach deren Aussterben 1585 teils an die Lüneburger (Celler) Linie des Welfenhauses (Diepholz und Lemförde) und teils an Hessen (Auburg).
- Das Amt Auburg umfasste den östlichen Teil der Grafschaft Diepholz mit den Orten Barnstorf, Drentwede und Wagenfeld. Amtssitz war das Gut Auburg.
- Das Amt Diepholz nahm den Norden mit den Flecken Diepholz und Cornau ein. Zum Amt gehörten auch Jacobidrebber und Mariendrebber sowie die Ortschaften der heutigen Samtgemeinde Rehden bis auf Barver.
- Das Amt Lemförde lag im Südwesten und umfasste das Gebiet der heutigen Samtgemeinde Altes Amt Lemförde.

1665 wurden Diepholz und Lemförde von Lüneburg-Celle an Herzog Ernst August, Bischof von Osnabrück, abgetreten und behielt sie auch, als er 1679 die Regierung des Fürstentums Calenberg übernahm. Auburg blieb bis 1816 unter hessischer Verwaltung und war der Regierung Rinteln unterstellt. In den Jahren der französischen Fremdherrschaft 1807–1810 gehörte die Grafschaft Diepholz zum Aller-Departement des Königreich Westphalens, dann zum Departement Wesermündung des französischen Kaiserreichs. In der Zeit danach kam es zu einigen Änderungen in der Verwaltungsorganisation, worin das Amt Auburg 1816 von Hessen abgetreten und zunächst als Amtsvogtei dem Amt Diepholz angegliedert und 1852 wieder als „Amt Auburg zu Diepholz“ verselbständigt worden ist. 1820 gab Diepholz das Kirchspiel Colnrade und 1852 die Bauerschaft Rüssen an das Amt Harpstedt ab.
Bei der Kreisreform 1932 wurde der Kreis Diepholz mit dem benachbarten Kreis Sulingen zum neuen Landkreis Grafschaft Diepholz zusammengeschlossen.

## Landräte
- 1885–1891: Friedrich von Korff
- 1891–1892: Schmeltzer (auftragsweise)
- 1892–1902: Carl von Wangenheim (1860–1931)
- 1902–1910: Felix Rötger
- 1910–1922: Willy Quassowski (1876–1942)
- 1922–1932: Jochen-Hilmar von Wuthenau (1887–1965)[2]

## Einwohnerentwicklung
| Einwohner      | 1890   | 1900   | 1910   | 1925   |
| -------------- | ------ | ------ | ------ | ------ |
| Kreis Diepholz | 21.122 | 21.593 | 23.253 | 24.298 |

## Gemeinden
Die folgende Tabelle enthält die Gemeinden des Kreises Diepholz mit ihrer Einwohnerzahl von 1925:
| Gemeinde            | Einwohner | Gemeinde            | Einwohner | Gemeinde           | Einwohner | Gemeinde  | Einwohner | Gemeinde         | Einwohner |
| ------------------- | --------- | ------------------- | --------- | ------------------ | --------- | --------- | --------- | ---------------- | --------- |
| Aldorf              | 240       | Aschen              | 1.032     | Barnstorf          | 1.475     | Barver    | 890       | Bockstedt        | 199       |
| Brockum             | 971       | Cornau              | 489       | Dickel             | 554       | Diepholz  | 3.527     | Donstorf         | 465       |
| Dörpel              | 367       | Dreeke              | 367       | Drentwede          | 767       | Düste     | 229       | Eydelstedt       | 492       |
| Freistatt           | 723       | Heede               | 406       | Hemsloh            | 459       | Hüde      | 611       | Jacobidrebber    | 794       |
| Lembruch            | 553       | Lemförde            | 803       | Mariendrebber      | 749       | Marl      | 600       | Quernheim        | 273       |
| Rechtern            | 243       | Rehden              | 934       | Sankt Hülfe        | 523       | Stemshorn | 534       | Wagenfeld-Bockel | 642       |
| Wagenfeld-Förlingen | 1.109     | Wagenfeld-Haßlingen | 1.160     | Wagenfeld-Neustadt | 661       | Wetschen  | 768       | Wohlstreck       | 388       |